# Al-Qarawiyinmoskee

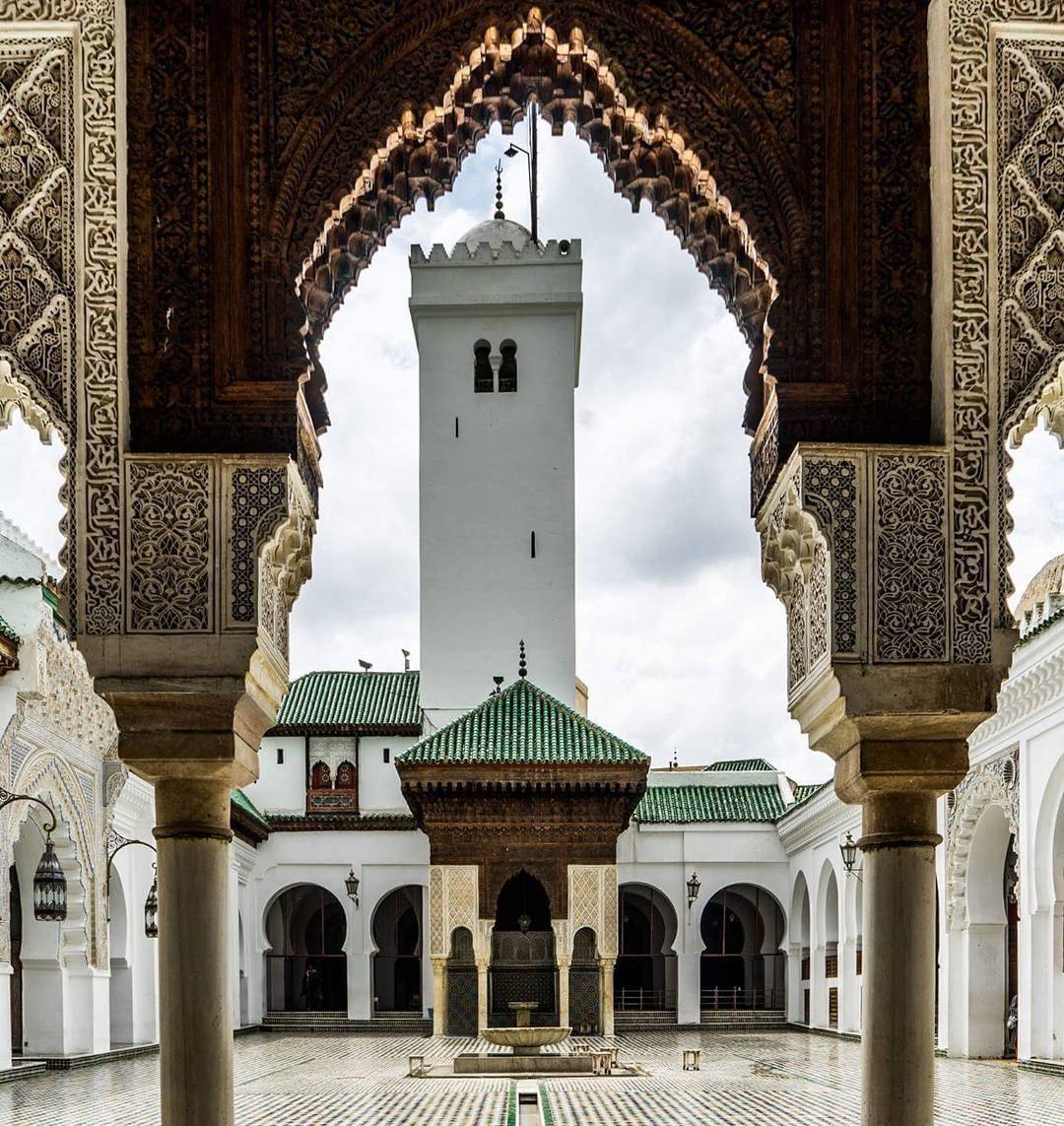

De Al-Qarawiyinmoskee (Arabisch: جامعة القرويين, Berbers: ⵜⴰⵙⴷⴰⵡⵉⵜ ⵏ ⵍⵇⴰⵕⴰⵡⵉⵢⵢⵉⵏ), is een universiteit in Fez, Marokko. De universiteit wordt door UNESCO en het Guinness Book of Records gezien als de oudste universiteit in de wereld.
De universiteit is in 859 gesticht door Fatima El-Fihriya. De bouw begon in de destijdse Islamitische Gouden Eeuw. De universiteit wordt door UNESCO en het Guinness Book of Records gezien als de oudste universiteit in de wereld. De madrassa is uitgegroeid tot de Al-Qariwiyin Universiteit en de moskee is een van de grootste van Noord-Afrika. De universiteit was eerst een gebedsplaats, maar is daarna een plek geworden waar onderwezen wordt. Het vroegste bewijs van onderwijs dateert uit 1121.
De oude madrassa is inmiddels al uitgegroeid tot een moderne universiteit. De studies die hedendaags worden gegeven zijn gericht op literatuur, taalkunde, islamitische theologie en filologie. De faculiteiten zijn verspreid over de Marokkaanse steden Fez, Tétouan, Marrakech en Agadir.